# Sharur Rayon
Sharur Rayon är en kommun i Azerbajdzjan.   Den ligger i distriktet Nachitjevan, i den sydvästra delen av landet, 400 km väster om huvudstaden Baku.
Trakten runt Sharur Rayon består i huvudsak av gräsmarker. Runt Sharur Rayon är det ganska tätbefolkat, med 90 invånare per kvadratkilometer.